# Filippo della Valle

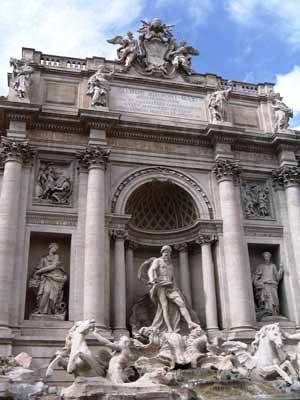
Fontána di Trevi: Zdraví a Bohatství po stranách Neptuna od Bracciho

Filippo della Valle (26. prosince 1698 Florencie - 29. dubna 1768 Řím) byl italský sochař období pozdního baroka a raného klasicismu.
Zpočátku se učil u Fogginiho ve Florencii, spolu s Maininim, s kterým odešel později do Říma pracovat v dílně Rusconiho. Roku 1725 della Valle vyhrál soutěž vypsanou Akademií sv. Lukáše, spolu s Braccim. Spolupracoval na Salviho fontáně di Trevi, kde vytvořil sochy Zdraví a Bohatství.
Della Valle je znám pro svůj reliéf Zvěstování (1750) v kostele Sant'Ignazio. Také vytvořil sochu Střídmosti (1734) v kapli Corsini Lateránské baziliky. Pracoval také na náhrobku Inocence XII. (1746) a soše Sv. Terezy z Avily (1754) pro baziliku sv. Petra.